# Stenalcidia plexilinea
Stenalcidia plexilinea är en fjärilsart som beskrevs av Paul Dognin 1909. Stenalcidia plexilinea ingår i släktet Stenalcidia och familjen mätare. Inga underarter finns listade i Catalogue of Life.